# Безпечне виймання пристрою
Безпечне виймання пристрою (англ. Safely Remove Hardware) — компонент операційної системи, призначений для підготовки підключених USB-пристроїв до від'єднання.

## Реалізація

### Windows
Компонент являє собою файл hotplug.dll, розташований в папці %SystemRoot%\system32. Цей файл за структурою аналогічний до *.cpl-файлів, але через розширення *.dll не відображається у Панелі керування. Його ручний запуск можливий командою «control.exe hotplug.dll» або «rundll32 shell32.dll,Control_RunDLL hotplug.dll».

#### Робота компонента в різних версіях Windows
У Windows XP при безпечному вийманні пристрою його живлення відключається. Однак у Windows Vista ця поведінка була змінена і живлення пристрою не відключається. Цю поведінку можна змінити за допомогою правки реєстру. Програма «USB Safely Remove», починаючи з версії 4.4, також дозволяє вимикати живлення пристрою перед його вийманням.
Крім того, в Windows Vista в контекстному меню знімних дисків присутній пункт «Безпечно витягти» («Safely Remove»). У Windows 7 відповідна функціональність реалізована в пункті «Витягти».

### Unix-подібні системи
В Unix-подібних системах пристрої монтуються тим чи іншим способом. Особливо просунуті графічні оболонки роблять це автоматично. У загальному випадку, процесом монтування керує суперкористувач root. Підключення і відключення пристрою здійснюється за допомогою команди mount і umount, відповідно. Слід розуміти, що підключається не сам пристрій, а томи на ньому. Це твердження набирає силу у випадку, коли на пристрої кілька розділів (наприклад, переносний жорсткий диск). Пристрій також може бути заблоковано відкритими файлами на ньому. В цьому випадку допоможе утиліта lsof (lsof | grep /mnt/disk).
Різні графічні оболонки відображають процес монтування по-різному.

## Підтримувані пристрої
PTP- і MTP-пристрої не підтримують безпечне виймання. Воно не потрібне для цих типів пристроїв.

## Проблеми

### Apple iPod
При використанні даної функції для від'єднання Apple iPod на комп'ютері з ОС Windows Vista дані на iPod можуть бути пошкоджені.

### Неможливість безпечного виймання пристрою
У деяких випадках безпечне виймання пристрою виявляється неможливим. Причиною цього може бути програма, що використовує пристрій або зараження комп'ютера Autorun-вірусом. Слід враховувати, що програма, наприклад, Microsoft Word, в якій відкривався файл, розташований на пристрої, може продовжувати утримувати» пристрій навіть після закриття файлу. Найбільш часто це викликано тим, що поточний каталог в діалогах збереження і відкриття файлу вказує на пристрій. У такому разі слід закрити програму повністюї.

## Програми, що реалізують аналогічну функціональність
- USB Safely Remove